# Косодзьобик зігнутоносий
Косодзьобик зігнутоносий (Hymenostylium recurvirostrum) — вид мохів порядку потіальних (Pottiales).

## Поширення
Батьківщиною є Європа, Африка, Північна Америка, Південна Америка, Азія, Нова Зеландія.

## Характеристика
Стебла тонкі, ламкі, 0.5–7 см. Листки більш-менш віддалені. Коробочкові ніжки поодинокі, (0.04)0.5–0.9(1) см. Коробочка урноподібна, 0.5–0.9(10) мм, часто найширша біля гирла, коли висихає. Спори ≈ (13)17–20(22) мкм.